# Joasaph Ier (patriarche de Moscou)
Pour les articles homonymes, voir Joasaph.
Joasaph Ier fut Patriarche de Moscou et de toute la Russie de 1634 à 1640. Il est décédé le 28 novembre 1640 à Moscou.

## Biographie
D'origine noble il prononce ses vœux monastiques a été reçu dans le monastère de la Transfiguration Solovetski, tout à la fin du XVIe siècle, sous l'higoumène Isidore (1597-1603). En 1603, cet Isidore devient métropolite de Novgorod (1603-1619) et emmène avec lui le moine Joasaph. Plus tard, Joasaph devient archimandrite du monastère des Grottes de Pskov.
Le tsar Michel et son entourage le plus proche souhaitent trouver un successeur plus docile et moins encline à l'activité politique au patriarche Philarète. Joasaph, désigné par le patriarche Philarète lui-même, est élu en janvier 1634.
L'une de ses premières actions en tant que patriarche a été de punir sévèrement l'archevêque de Souzdal Joseph Kourtsevitch pour son comportement indigne dans le diocèse.
Joasaph s'applique à ordonner la liturgie de l'Église russe. En 1636, il publie un vaste mémoire à l'intention des administrations diocésaines pour mettre fin à divers « malentendus » qui étaient autorisés dans le service divin et dans la vie du clergé. Afin de mettre fin aux disputes de préséance, Joasaph a émis un document indiquant dans quel ordre les évêques, les archimandrites, devaient occuper les places dans le service divin et dans les cathédrales. Sous Joasaph, la correction et la publication des livres liturgiques se poursuit énergiquement, avec 23 titres imprimés par lui. Pendant son court patriarcat, trois monastères ont été fondés et cinq anciens monastères fermés auparavant ont été restaurés.
Il est mort le 28 novembre 1640 et, suivant la tradition, a été enterré dans la cathédrale de la Dormition du Kremlin de Moscou.